# Christopher H. Bidmead
Christopher Hamilton Bidmead (nacido el 18 de junio de 1941) es un escritor y periodista británico.

## Carrera
Bidmead se entrenó como actor en la Real Academia de Arte Dramático, interpretando varios papeles en teatro, televisión y dario. Para principios de los setenta, trabajaba como editor de guiones para Thames Television, produciendo material para Harriet's Back in Town y Rooms. Desde 1979, fue periodista.
En 1979, Robert Banks Stewart le recomendó para el puesto de editor de guiones de Doctor Who. Bidmead fue el responsable principal de una aproximació de "vuelta a los orígenes" durante el año que estuvo en Doctor Who, intentando corregir la aproximación más juguetona y orientada a la fantasía de su predecesor Douglas Adams en favor de un estilo de presentación más naturalista y científico. Destacando por su aproximación más seria al Cuarto Doctor de Tom Baker, dicha aproximación provocó controversia y las audiencias se resintieron, aunque esto se atribuyó al difícil horario de la temporada de Bidmead, que tuvo que competir contra Buck Rogers in the 25th Century en ITV. Siendo un producto de su tiempo, el trabajo de Bidmead para Doctor Who demuestra una notabilidad en aumento de la tecnología informática, ejemplificada en su complejo serial Logopolis que sirvió para despedir al Cuarto Doctor. Tras un año como editor de guiones, regresó al trabajo autónomo. Esto incluyó escribir dos seriales más para el Quinto Doctor de Peter Davison, Castrovalva y Frontios, así como producir novelizaciones de todas esas historias de la serie.
Continuó su carrera como periodista sobre informática, escribiendo regularmente (como Chris Bidmead) para Personal Computer World, PC Plus y otras revistas de informática similares, especializándose en herramientas de Linux. Ocasionalmente ha hecho trabajos más especulativos o filosóficos para publicaciones como New Scientist, y recientemente ha trabajado como periodista produciendo material para la revista Wired.
En agosto de 2006, Doctor Who Magazine anunció que Bidmead escribiría un audiodramático de Doctor Who, Renaissance of the Daleks, para su publicación en Big Finish Productions en marzo de 2007. Fue un audio que salió publicado con un crédito que decía "a partir de una historia de" Bidmead. En los últimos años, ha hecho audiocomentarios y entrevistas para numerosas publicaciones en DVD de seriales de Doctor Who en los que él estuvo involucrado.